# Sono più sereno
Sono più sereno è un singolo del gruppo musicale italiano Le Vibrazioni, pubblicato nel 2004.

## Il brano
Il brano è stato scritto da Francesco Sarcina ed estratto dal primo album in studio del gruppo, ossia l'eponimo Le Vibrazioni.